# Olympique Lyonnais (Superleague Formula)
Olympique Lyonnais is een Frans racingteam dat deelneemt aan de Superleague Formula. Het team is gebaseerd op de voetbalclub Olympique Lyonnais dat deelneemt aan de Ligue 1.

## 2009
In 2009 was de Fransman Nelson Panciatici de coureur voor Lyonnais. Hij presteerde slecht, zijn beste resultaat was een 9e plaats die hij in zowel Donington Park als Jarama behaalde. Hij finisthe als zeventiende in de stand, voor PSV en het gestopte Al Ain FC. De constructeur van het team was Barazi-Epsilon.

## 2010
In 2010 is de voormalig Formule 1-coureur Sébastien Bourdais coureur voor het team. Het team wordt dit jaar gerund door LRS Formula. In de tweede race op Silverstone won hij meteen de eerste race van het team en werd hij vierde in de Super Final.
Actief in 2011: RSC Anderlecht · Atlético Madrid · Team Australië · Team Brazilië · Team China · Team Engeland · Galatasaray SK · Girondins de Bordeaux · Team Japan · Team Luxemburg · Team Nederland · Team Nieuw-Zeeland · PSV Eindhoven · Team Rusland · Sparta Praag · Team Zuid-Korea
Niet actief: Al Ain FC · FC Basel · Beijing Guoan · Borussia Dortmund · SC Corinthians Paulista · Clube de Regatas do Flamengo · Liverpool FC · FC Midtjylland · AC Milan · Olympiakos Piraeus · Olympique Lyonnais · FC Porto · Glasgow Rangers · AS Roma · Sevilla FC · Sporting Clube de Portugal · Tottenham Hotspur FC